# 太邑彝族乡
太邑彝族乡是中华人民共和国云南省大理白族自治州大理市下辖的一个民族乡。

## 行政区划
太邑彝族乡下辖以下村级行政区划单位：
太邑村、者么村、桃树村、乌栖村和己早村。

## 中国传统村落
- 2012年12月，者么村委大村被评为首批“中国传统村落”。
- 2013年8月，桃树村委会坦底摩被评为第二批中国传统村落。

## 文物保护单位
| 太邑铁索桥 | Ⅱ | 古建筑 | 清 | 大理市太邑乡太邑村太邑完小旁，西洱河上 25°33′41″N 100°05′42″E / 25.56129°N 100.09508°E |  |